# Yurumanguí Indijanci
Yurumanguí (Yurumangui, Yurimangui, Yurimangi ), porodica indijanskih jezika i istoimeno pleme s južnog primorja Kolumbije čiji je član jedini i istoimeni jezik yurumangui. Porodica yurumangui prema Rivetu (1942.) pripada Velikoj porodici Hokan, kasnije ju povezuju s Velikom porodicom Chibchan, ali se klasificira i samostalno. Yurumangui ili Yurimangui kako se još speluje njihovo ime, nestali su. -Od nekih 180 plemena i jezika kolumbijskih Indijanaca dosta njih ušlo je u sastav mestičkog stanovništva, a s njima vjerojatno, jer njihova dalnja sudbina nije poznata, i Yurumangui.
Teritorij Yurumaguija nalazio se na gornjim tokovima rijeka Cayambre, Yurumangui i Nava što teku s planinskog područja Los farallones de Cali i utječu u Pacifik. Ovaj kraj prostirao se jugozapadno od današnjeg grada Cali. Prve posjete bijelaca u njihov kraj zbile su se između 1765 i 1768. a organizirao ih Sebastián Lanchas de Estrada. Poduzeo je dvije ekspedicije što je urodilo popisom nekih riječi iz njihovog jezika, nešto etnografske građe i dnevnikom. Ovaj materijal 1940. izdao je Arcila Robledo.

## Vanjske poveznice
- Tronco Hokano - Lengua Yurimangi